# Daniel López Menéndez
Daniel 'Dani' López Menéndez (nascut el 7 d'octubre de 1983) és un exfutbolista asturià que va jugar com a lateral esquerre. Actualment fa de director esportiu de la UP Langreo.

## Carrera de jugador
Nascut a Oviedo, Astúries, López va participar en 150 partits de Segona Divisió durant cinc temporades. Va representar a la competició la UD Salamanca (dos anys), UD Las Palmas (dos) i CD Numància.
López es va retirar el 2019 als 35 anys després de passar la darrera part de la seva carrera a les lligues inferiors i a la seva regió natal. També va jugar un any a la segona divisió grega amb l'Iraklis FC.

## Post-jubilació
Després de retirar-se, López es va convertir en el director de futbol de la UP Langreo del seu darrer club.

## Vida personal
El germà gran de López, José Alberto, es va dedicar a l'esport com a entrenador, i va passar la major part de la seva carrera a l'Sporting de Gijón.